# Stopplaats Hooge Steeg
Hooge Steeg of Hoogesteeg (geografische afkorting Hst) is een voormalige stopplaats aan de Centraalspoorweg tussen Utrecht en Zwolle. De stopplaats was geopend van 20 augustus 1863 tot 14 mei 1930 en lag tussen de huidige stations Nijkerk en Putten. De abri van de halte is na de buitendienststelling nog jarenlang gebruikt als koeienstal nabij het station. In elk geval tot midden jaren 70.